# Липовец Завещевский
Липовец Завещевский — деревня в Бежаницком районе Псковской области. Входит в состав сельского поселения муниципальное образование «Лющикская волость».
Расположена в 17 км к северо-западу от райцентра Бежаницы и в 4 км к юго-востоку от деревни Завещевье.
Численность населения по оценке на 2000 год составляла 17 жителей.